# Guerra Larga (guerras otomanas)
La Guerra Larga o la Guerra de los Trece Años fue una guerra entre la Monarquía de los Habsburgo y el Imperio Otomano, principalmente se desarrolló en los Principados de Valaquia, Transilvania y Moldavia. Se libró entre 1593 y 1606, pero en Europa a veces se la llama Guerra de los Quince Años, según la campaña turca de 1591-92 que capturó Bihać.
En la serie de guerras otomanas en Europa fue la principal prueba de fuerza entre la guerra otomano-veneciana (1570-73) y la guerra de Creta (1645-69). La siguiente de las principales Guerras habsburgo-otomanas fue la Gran Guerra Turca de 1683-1699. En general, el conflicto consistió en una gran cantidad de costosas batallas y asedios, con muy poco resultado para ambos bandos.

## Visión general
Los principales participantes de la guerra fueron la Monarquía de los Habsburgo, el Principado de Transilvania, Valaquia y Moldavia que se oponían al Imperio Otomano. Ferrara, Toscana, Mantua y los Estados Papales también estuvieron involucrados en menor medida.

## Preludio
Las escaramuzas a lo largo de la frontera Habsburgo-Otomana se intensificaron a partir de 1591. En 1592, el fuerte de Bihać fue tomado por las fuerzas otomanas.

## Historia

### 1593
En la primavera de 1593, las fuerzas otomanas del Eyalato de Bosnia sitiaron la ciudad de Sisak en Croacia, comenzando la Batalla de Sisak que finalmente terminó en una victoria para las fuerzas cristianas el 22 de junio de 1593. Esa victoria marcó el final de la guerra croata-otomana de los Cien Años (1493-1593).
La guerra comenzó el 29 de julio de 1593, cuando el ejército otomano bajo el mando de Sinan Pasha lanzaron una campaña contra los territorios de los Habsburgo y capturaron Győr (turco: Yanıkkale) y Komarom (turco: Komaron) en 1594.

### 1594
A principios de 1594, los serbios se levantaron contra los otomanos. Los rebeldes, en el carácter de una guerra santa, llevaban banderas de guerra con el ícono de San Sava. Los estandartes de guerra fueron consagrados por el patriarca Jovan Kantul, y el levantamiento fue apoyado por los metropolitanos serbios Ortodoxos Rufim Njeguš de Cetiña y Visarion de Trebinje. En respuesta, el Gran Visir Otomano Koca Sinan Pasha exigió que la bandera verde del Profeta Mahoma fuera traída de Damasco para contrarrestar la bandera serbia y ordenando que el sarcófago que contiene las reliquias de San Sava sea retirado del Monasterio de Mileševa y trasladado a Belgrado protegido por un convoy militar. En el camino, el convoy otomano mató a todas las personas en su camino como una advertencia a los rebeldes. Los otomanos incineraron públicamente las reliquias de San Sava en una pira en la cima de la meseta de Vračar el 27 de abril y esparcieron las cenizas.

### 1595-96
En 1595, el Papa Clemente VIII organizó una alianza de potencias europeas cristianas para oponerse al Imperio Otomano (la Liga Santa del Papa Clemente VIII); un tratado de alianza fue firmado en Praga por el Sacro Emperador Romano, Rodolfo II y Segismundo Báthory de Transilvania. Aron Vodă de Moldavia y Miguel el Valiente de Valaquia se unieron a la alianza ese mismo año. Los Habsburgos españoles enviaron un ejército de 6.000 soldados de infantería experimentados y 2.000 de caballería de los Países Bajos bajo Karl von Mansfeld, comandante en jefe del ejército español de Flandes, quien tomó el mando de las operaciones en Hungría.
El objetivo de los otomanos era tomar Viena, mientras que la monarquía de los Habsburgo quería recuperar los territorios centrales del Reino de Hungría controlados por el Imperio Otomano. El control sobre la línea del Danubio y la posesión de las fortalezas ubicadas allí fue crucial. La guerra se libró principalmente en la Hungría Real (en su mayoría occidente de Hungría y el sur de Eslovaquia), Transdanubia, Croacia real y Eslavonia, el Imperio otomano (Rumelia, actual Bulgaria y Serbia ) y Valaquia (en el actual sur de Rumanía).
En 1595, los cristianos, liderados por Mansfeld, capturaron Esztergom y Visegrád, fortalezas estratégicas en el Danubio, pero no se embarcaron en el asedio de la fortaleza clave de Buda. Los otomanos pusieron bajo asedio Eger (turco : Eğri), conquistándola en 1596.
En los Balcanes, en 1595 una flota española de galeras de Nápoles y Sicilia bajo Pedro de Toledo, marqués de Villafranca, saqueó Patras, en Rumelia, en represalia por los ataques turcos contra las costas italianas. El ataque fue tan espectacular que el Sultán Murad III discutió el exterminio de los cristianos de Constantinopla en venganza, pero finalmente decidió ordenar la expulsión de todos los griegos solteros de la ciudad. En los años siguientes, las flotas españolas siguieron atacando el Levante, pero no hubo represalias de la guerra naval a gran escala entre cristianos y otomanos. En cambio, fueron corsarios como Alonso de Contreras, quienes tomaron el papel de hostigar a la armada otomana.
En el frente oriental de la guerra, Miguel el Valiente, príncipe de Valaquia, comenzó una campaña contra los otomanos en el otoño de 1594, conquistando varios castillos cerca del Bajo Danubio, incluidos Giurgiu, Brăila, Hârșova y Silistra, mientras que sus aliados moldavos derrotaron a los ejércitos otomanos en Iaşi y otras partes de Moldavia. Miguel continuó sus ataques en lo profundo del Imperio Otomano, tomando los fuertes de Nikópol, Ribnice y Chilia e incluso llegando hasta Adrianópolis. En un momento sus fuerzas estaban a solo 24 kilómetros (15 millas) de la capital otomana, Constantinopla.
Sin embargo, se vio obligado a retroceder a través del Danubio, y los otomanos a su vez encabezaron una contraofensiva masiva (100.000 efectivos) que tenía como objetivo no solo recuperar sus posesiones recientemente capturadas sino también conquistar Valaquia de una vez por todas. El impulso fue inicialmente exitoso, logrando capturar no solo Giurgiu sino también Bucarest y Târgovişte, a pesar de encontrarse con una feroz oposición en Călugăreni (23 de agosto de 1595). En este punto, la orden otomana se volvió complaciente y dejó de perseguir al ejército valaco en retirada, concentrándose en fortificar Târgovişte y Bucarest y considerando su tarea casi hecha. Miguel tuvo que esperar casi dos meses para que llegara la ayuda de sus aliados, pero cuando lo hizo su contraofensiva tomó por sorpresa a los otomanos, logrando atravesar las defensas otomanas en tres campos de batalla sucesivos, en Târgovişte (18 de octubre), Bucarest ( 22 de octubre) y Giurgiu (26 de octubre). La Batalla de Giurgiu en particular fue devastadora para las fuerzas otomanas, que tuvieron que retirarse a través del Danubio en desorden.
La guerra entre Valaquia y los otomanos continuó hasta finales de 1599, cuando Miguel no pudo continuar la guerra debido al escaso apoyo de sus aliados.
El punto de inflexión de la guerra fue la Batalla de Mezőkeresztes, que tuvo lugar en el territorio de Hungría del 24 al 26 de octubre de 1596. La fuerza combinada Habsburgo-Transilvana de 45-50,000 hombres fue derrotada por el ejército otomano. La batalla dio un giro cuando los soldados cristianos, creyendo que habían ganado la batalla, dejaron de luchar para saquear el campamento otomano. A pesar de esta victoria, los otomanos se dieron cuenta por primera vez de la superioridad del equipamiento militar occidental sobre las armas otomanas. Esta batalla fue el primer encuentro militar significativo en Europa Central entre un gran ejército cristiano y el ejército turco otomano después de la Batalla de Mohács. Sin embargo, los austriacos recapturaron Győr y Komarom en 1598.

### 1601-06
En agosto de 1601, en la Batalla de Guruslău, Giorgio Basta y Miguel el Valiente derrotaron a la nobleza húngara liderada por Segismundo Báthory, que aceptó la protección otomana. Después del asesinato de Miguel el Valiente por soldados mercenarios bajo las órdenes de Basta, la nobleza de Transilvania, dirigida por Moisés Székely, fue nuevamente derrotada en la Batalla de Braşov en 1603 por el Imperio de los Habsburgo y las tropas de Valaquia dirigidas por Radu Şerban. Por lo tanto, los austriacos parecían poder ganar una victoria decisiva.
La última fase de la guerra (1604-1606) corresponde al levantamiento del Príncipe de Transilvania Esteban Bocskai. Cuando Rodolfo, basado principalmente en acusaciones falsas comenzó procesamientos contra un número de nobles con el fin de llenar el tesoro agotado de la corte, Bocskai, un estratega educado, se resistió. Reunió a húngaros desesperados junto con miembros decepcionados de la nobleza para iniciar un levantamiento contra el gobernante Habsburgo. Las tropas marcharon hacia el oeste, con el apoyo de los Hajduk de Hungría, tuevieron algunas victorias y recuperaron los territorios que habían sido perdidos por el ejército de los Habsburgo hasta que Bocskai fue declarado el Príncipe de Transilvania (Târgu Mureş, 21 de febrero de 1605) y luego también de Hungría (Szerencs, 17 de abril de 1605 [se necesita aclaración ]). El Imperio Otomano apoyó a Bocskai con una corona que rechazó (por ser cristiano). Como Príncipe de Hungría, aceptó las negociaciones con Rodolfo II y concluyó el Tratado de Viena (1606).

## Consecuencias
La Guerra Larga terminó con la Paz de Zsitvatorok el 11 de noviembre de 1606, con escasos logros territoriales para los dos imperios principales: los otomanos anexionaron las fortalezas de Eger, Esztergom y Kanizsa, pero entregaron la región de Vác (que ocupaban desde 1541) a Austria. El tratado confirmó que Rodolfo había fallado en sus objetivos de guerra, no obstante ganó cierto prestigio gracias a esta resistencia a los turcos y al presentar la guerra como una victoria. Por primera vez, los otomanos también lo reconocieron como emperador. El tratado estabilizó las condiciones en la frontera Habsburgo-Otomana. Además, mientras Bocksai logró conservar su independencia, también aceptó renunciar al título de "rey de Hungría".
- Datos: Q690361
- Multimedia: Long Turkish War / Q690361